# Rival (schip, 1932)
De Rival is varend monument, dat sinds 1982 als wachtschip in gebruik is als moederschip bij Waterscouting Musinga-Rijn in Wageningen. Het schip heeft tot 1981 in de beroepsvaart gevaren.
Het schip is nog origineel in het vooronder, het stuurhuis en de roef. De dennenboom is verhoogd en het ruim ingericht met vijf hutten met ieder vijf slaapkooien en een wastafel, nog twee hutten en drie toiletten. 
In de opbouw is een grote ruimte gemaakt en een keuken gebouwd. Ondanks de leeftijd kon de nog originele hoofdmotor worden gerevideerd, in Tsjechië werden twee nieuwe zuigers gegoten en is de achterste cilinder uitgedraaid.
Het schip ligt aan de Nederrijn in de haven bij steenfabriek De Bovenste Polder. De zeeverkenners, de wildevaart en de stam gaan ermee op kamp.

De geschiedenis van het schip is in de publiciteit weinig beschreven. Daarentegen wel formeel in de liggers. 

## Liggers Scheepmetingsdienst[3]
| Meetnummer | District en volgnr. | Meetdatum        | Meetplaats | Lengte [m] | Breedte [m] | Inzinking [m] | Waterverplaatsing [ton] | Naam  | Eigenaar                   | Domicilie  |
| ---------- | ------------------- | ---------------- | ---------- | ---------- | ----------- | ------------- | ----------------------- | ----- | -------------------------- | ---------- |
| G9129N     | Groningen 9129      | 5 september 1955 | Hasselt    | 31,47      | 5,42        | 2,10          | 202,836                 | Rival | H. Rooseboom               | Hasselt    |
| G11079N    | Groningen 11079     | 5 april 1963     | -          | 31,49      | 5,41        | 1,41          | 219,970                 | Rival | H. Rooseboom               | Hasselt    |
| HN531      | Nederland 531       | 22 juni 1989     | -          | 31,49      | 5,41        | 2,90          | 35,646                  | Rival | Scoutinggroep Musinga-Rijn | Wageningen |